# Diadegma longicaudatum
Diadegma longicaudatum är en stekelart som beskrevs av Horstmann 1969. Diadegma longicaudatum ingår i släktet Diadegma och familjen brokparasitsteklar. Inga underarter finns listade i Catalogue of Life.